# Giovanni Venosta
Giovanni Venosta (Udine, 8 ottobre 1961) è un compositore e pianista italiano.
Più volte candidato al David di Donatello per il miglior musicista, è noto soprattutto per le sue collaborazioni con il regista Silvio Soldini. Nel 2000 ha vinto il Ciak d'oro per la migliore colonna sonora (per il film Pane e tulipani).

## Filmografia
- L'aria serena dell'ovest, regia di Silvio Soldini (1990)
- Un'anima divisa in due, regia di Silvio Soldini (1993)
- Fate in blu diesis, regia di Silvio Soldini - cortometraggio (1994)
- Miracoli, storie per corti, regia di Mario Martone, Paolo Rosa, Silvio Soldini (1994)
- India 21, regia di Andrea Prandstraller, episodio del film De Generazione (1994)
- Tutti gli anni una volta l'anno, regia di Gianfrancesco Lazotti (1994)
- Le acrobate, regia di Silvio Soldini (1997)
- Waalo Fendo - Là dove la terra gela, regia di Mohammed Soudani (1997)
- Girotondo, giro intorno al mondo, regia di Davide Manuli (1998)
- Pane e tulipani, regia di Silvio Soldini (2000)
- Princesa, regia di Henrique Goldman (2001)
- Brucio nel vento, regia di Silvio Soldini (2002)
- Pesi leggeri, regia di Enrico Pau (2002)
- Guerre sans images, regia di Mohammed Soudani - documentario (2002)
- Agata e la tempesta, regia di Silvio Soldini (2004)
- Promised Land, regia di Michael Beltrami (2004)
- Estômago, regia di Marcos Jorge (2007)
- Giorni e nuvole, regia di Silvio Soldini (2007)
- Sono viva, regia di Dino Gentili e Filippo Gentili (2008)
- Un paese diverso, regia di Silvio Soldini e Giorgio Garini - documentario (2008)
- Il caso dell'infedele Klara, regia di Roberto Faenza (2009)
- Cosa voglio di più, regia di Silvio Soldini (2010)
- Isola, là dove si parla la lingua di Bacco, regia di Patricia Boillat e Elena Gugliuzza - documentario (2011)

## Discografia
- Olympic Signals, Raw Materials, 1985 / Soave, 2017
- Water messages on desert sand, (con Roberto Musci) RēR Megacorp, 1987, 2018
- Urban and tribal portraits, (con Roberto Musci) RēR Megacorp, 1989 / Soave, 2018
- Messages & Portraits, (con Roberto Musci), raccolta, RēR Megacorp, 1990
- A noise a sound, (con Roberto Musci) RēR Megacorp, 1992 / Soave, 2018
- Losing The Orthodox Path, (con Roberto Musci & Massimo Mariani) Les Disques Victo, 1997
- Metamorphoses - Electronic Adventures In Flamenco, (con Alfredo Lagos & Massimo Mariani) RēR Megacorp, 1999
- Opposite people / The music of Fela Kuti, (con Mamud Band) Felmay, 2011
- Afro Future Funk, (con Mamud Band) Felmay, 2013
- Nippon Eldorado Kabarett, (con Sonata Islands) Felmay, 2015
- Vampyr And Other Stories, (con Roberto Musci & Chris Cutler) Alma De Nieto, RēR Megacorp, RēR Italia, 2015
- Dynamite on Stage, (con Mamud Band) Felmay, 2016
- Zeuhl Jazz, (con Sonata Islands Kommandoh) ADN, Chant Records, 2018
- Quasar Burning Bright, (con Sonata Islands Kommandoh) ADN, Chant Records, 2020

## Riconoscimenti
- Ciak d'oro
  - 2000 - Migliore colonna sonora per Pane e tulipani